# フニ
フニ（Huni）は、エジプト第3王朝の最後のファラオで、カーバーの後継者である。

## 家族
フニは、エジプト第4王朝の創設者となったスネフェルの妃ヘテプヘレス1世の父である。プリス・パピルス（『カゲムニの教訓』）によると、スネフェルがフニの後を継いだとされるが、スネフェルがフニの息子であるかどうかは不明である。

## 統治
フニの名前は、ジェセルの法廷の高官の名前にも表れる。これらが同一人物だとすると、フニはかなりの高齢で王位に就いた可能性がある。『トリノ王名表』では、24年間の治世であったとされている。
フニはエレファンタ島に砦を築き、ナイル川の豪雨に備え、エジプトの南海岸を防御した。
フニの主席大臣は、カゲムニ1世という名前の男性であった。
フニはメイドゥームに、ジョセルのものより大きな階段ピラミッドを建設したと言われることがある。これは、彼の死までに完成せず、後継者のスネフェルの在位期間中に完成したと言われている。しかしこの説は、フニに帰する巨大なモニュメントが欲しいという単純な願望から出たものである。メイドゥームのピラミッドがフニの墓所であるといういかなる根拠も存在しない。しかしスネフェルの名前はメイドゥームから見つかっており、スネフェルの子供の多く、特にネフェルマートやラーヘテプは、メイドゥームのネクロポリスであるマスタバに葬られている。そのため、当地にピラミッドを建設したのはスネフェルである可能性が高く、治世の後期に階段ピラミッドを真性ピラミッドに作り替えたと考えられる。ピラミッドはその後崩壊し、核の部分だけが残った。
フニによって立てられたと思われる別のピラミッドもあるが、これはエレファンタ島の遺跡で見つかった小さなピラミッドである。このピラミッドは墓ではなく、寺院にも囲まれていない。その真の機能や宗教的な重要性については、まだ分かっていない。しかし、そのような小さなピラミッドは、古王国の時代を通じて多数建設された。
王のホルス名は、今のところよく分かっていないが、1960年代後半にルーブル美術館は、王のホルス名「カーヘジェト（Qahedjet）」が書かれたレリーフを購入した。文体的な理由から、レリーフは第3王朝のもので、おそらくフニのものだろうと考えられた。